# Acámbaro Fútbol Club
El Acámbaro Fútbol Club, llamado CDM Fútbol Club entre 2021 y 2025, es un equipo de fútbol mexicano que juega en la Serie B de la Segunda División. Tiene como sede la ciudad de Acámbaro, Guanajuato.

## Historia
El equipo fue fundado en 2021 siendo inscrito en la Tercera División. En su primera temporada de existencia el club finalizó como primer lugar de su grupo y avanzó a la liguilla de ascenso, sin embargo fue eliminado en la primera eliminatoria por el club Corsarios de Campeche. En su segunda temporada el equipo continuó con el buen desempeño en la fase regular, finalizando la temporada como el mejor equipo a nivel nacional de la categoría y consiguiendo establecer un récord de goles anotados en el campeonato. Sin embargo, en la liguilla el equipo volvió a quedar eliminado antes de alcanzar las instancias definitivas, en esa ocasión por el club Faraones de Texcoco en los cuartos de final.
Debido al buen desempeño mostrado en la temporada 2022-23 y a la necesidad de incrementar el número de equipos participantes en la Serie B de México, el CDM fue invitado a integrarse en esa rama de la Segunda División, haciéndose oficial su ingreso a la categoría el 30 de junio de 2023. El equipo logró clasificar a la liguilla en las tres temporada que jugó en Serie B, sin embargo, nunca consiguió llegar a la final de la competición.
En junio de 2025 se anunció el cambio de nombre y sede del equipo, pasando a llamarse Acámbaro Fútbol Club, estableciéndose en esa localidad del estado de Guanajuato, debido al ofrecimiento de mejores condiciones para el desarrollo del club, aunque manteniendo a la misma directiva y cuerpo técnico del CDM.

## Estadio
El Acámbaro F.C. disputa sus partidos como local en el Estadio Fray Salvador Rangel, localizado en la ciudad de Acámbaro, Guanajuato. El recinto deportivo tiene una capacidad para albergar a 4.000 espectadores y se utiliza principalmente para partidos de fútbol.
En su etapa en la Liga Premier el CDM disputaba sus partidos como local en el Estadio Valentín González, localizado en la alcaldía de Xochimilco al sur de la Ciudad de México. El recinto cuenta con una capacidad aproximada para albergar a 5,000 espectadores. Anteriormente el equipo disputaba sus partidos como local en el Deportivo Plutarco Elías Calles de la Alcaldía Venustiano Carranza.

## Temporadas
Como CDM Fútbol Club
| Temporada     | División           | Posición                    |
| ------------- | ------------------ | --------------------------- |
| 2021/22       | 5.Tercera División | 1.º Grupo V (Dieciseisavos) |
| 2022/23       | 5.Tercera División | 1.º Grupo V (Cuartos)       |
| 2023/24       | 4.Segunda Serie B  | 4.º (Reclasificación)       |
| Apertura 2024 | 4.Segunda Serie B  | 4.º (Cuartos)               |
| Clausura 2025 | 4.Segunda Serie B  | 8.º (Cuartos)               |